# لاري أندرسون
لاري أندرسون (بالإنجليزية: Larry Anderson)‏ هو ممثل أمريكي، ولد في 22 سبتمبر 1952 بمينيسوتا في الولايات المتحدة.

## وصلات خارجية
- لاري أندرسون على موقع IMDb (الإنجليزية)
- لاري أندرسون على موقع ألو سيني (الفرنسية)
- لاري أندرسون على موقع أول موفي (الإنجليزية)
- لاري أندرسون على موقع قاعدة بيانات الفيلم (الإنجليزية)
- لاري أندرسون على موقع كينوبويسك (الروسية)